# Кауфман, Залман Самуилович
Залман Самуилович Ка́уфман (10 января 1921, Чернигов — 20 февраля 2019, Петрозаводск) — советский и российский биолог, доктор биологических наук. Заслуженный деятель науки Республики Карелия.

## Биография
Участник Финской и Второй мировой войн, в последней — с первого дня военных действий на советской территории. Был ранен, после войны — жертва сталинских репрессий. Во время антисемитской кампании Кауфман был арестован по доносу и в 1948—1953 годах находился в лагерях (изначально приговорен к 25 годам). В 1956 году закончил биологический факультет ЛГУ по специальности «биолог-зоолог». С 1956 года проживал в Петрозаводске.
В 1961 году под руководством Артемия Васильевича Иванова защитил кандидатскую диссертацию на тему «Очерки по морфологии хилопода (трахейная и пищеварительная системы)». В 1961—1964 годах работал на Беломорской биологической станции Карельского филиала АН СССР, в 1964—1974 годах — старший научный сотрудник Зоологического института АН СССР, с 1974 г. — ведущий научный сотрудник Отдела, а с 1991 года — Института водных проблем Севера Карельского научного центра РАН. В течение 25 лет являлся научным руководителем коллектива
по комплексному изучению Онежского озера. В 1982 году защитил докторскую диссертацию.
Свою уникальную коллекцию жуков и бабочек передал в Национальный музей Карелии. Увлекался иудаикой, издал книгу «Краткий очерк истории еврейского искусства». Продолжал работать до конца жизни.

## Семья
Жена Ревекка Соломоновна. Единственный сын Борис Кауфман, доктор биологических наук, умер раньше отца.

## Публикации
Опубликовал 11 монографий, около 200 статей.
- Кауфман З. С. Особенности половых циклов беломорских беспозвоночных как адаптация к существованию в условиях высоких широт: Морфоэкол. и эволюц. аспекты и проблемы. — Л.: Наука, 1977. — 264 с.
- Кауфман З. С. Эмбриология рыб. — М.: Агропромиздат, 1990. — 271 с.
- Кауфман З. С. Очерк эволюции кишечнополостных / Ответственный редактор С. П. Китаев. — Петрозаводск: Ин-т вод. пробл. Севера, 1990. — 155 с.
- Кауфман З. С. Первичнополостные черви : (Приапулиды, киноринхи, гастротрихи и волосатики). — Петрозаводск: Ин-т вод. пробл. Севера, 1991. — 211 с.
- Кауфман З. С. Акантоцефалы = Acanthocephala: (Монографический очерк). — Петрозаводск: Ин-т вод. пробл. Севера, 2000. — 121 с.
- Кауфман З. С. Происхождение биоты континентальных водоемов. — Петрозаводск: Ин-т вод. пробл. Севера, 2005. — 258 с.